# وسام جيش التحرير الوطني (الجزائر)
وسام جيش التحرير الوطني وسام جزائري يمنح لأعضاء جيش التحرير الوطني الجزائري، عرفانا بالمشاركة الفعلية في حرب التحرير الوطني.